# Die Ärzte (альбом)
Die Ärzte (с нем. — «Врачи») — третий студийный альбом немецкой панк-группы Die Ärzte, выпущенный в 1986 году.

## Информация об альбоме
Альбом был записан без участия бас-гитариста оригинального состава Занни, который покинул группу шестью месяцами ранее. Партии баса и гитарное соло в песне «Ich bin Reich» были записаны продюсером альбома Манфредом Прэкером, басистом Nina Hagen Band и группы Spliff. Выпущенные композиции выделялись искажённым гитарным звучанием, которое стало характерным для группы в последующие годы. Кроме того, на пластинке чувствовалось влияние классической рок-музыки и рок-н-ролла, включая «Битлз».
Через несколько месяцев после выхода альбома Управление по делам молодёжи города Эссен обратилось в Федеральную инспекцию Германии ссылаясь на безнравственность, аморальность и сексуальный подтекст в песне «Geschwisterliebe». В связи с этим в январе 1987 года «Федеральным департаментом Германии по контролю СМИ, наносящим вред несовершеннолетним» на весь альбом было наложено ограничение, которое исключало свободное распространение записи на территории Германии. Это означало, что запись группы отныне не могла быть выставлена на прилавки музыкальных магазинов, а продавать её можно было только запросу покупателя и подтверждения совершеннолетия. Запрет привлёк внимание властей к творчеству группы и по итогам изучения выпущенных ранее альбомов дебютная студийная пластинка Debil была так же запрещена. Этот факт повлёк существенные экономические трудности в существовании группы, оставив её на грани распада. В дальнейшем все запрещённые песни были выпущены на сборнике Ab 18, который также был запрещён.
В 2020 году группа выпустила переиздание альбома. По-прежнему запрещённая песня «Geschwisterliebe» была переименована в «Frühjahrsputz» (рус. Весенняя уборка), а поверх оригинальной звуковой дорожки Фарин записал новую вокальную партию с альтернативным текстом. Группа назвала эту версию «уродливым братом-близнецом» оригинальной песни. Название композиции «Zum letzen Mal» в трек-листе указано с ошибкой, точно также, как это было на оригинальном издании 1986 года. Переиздание попало в немецкий альбомный чарт на одну неделю, заняв 7 место.

## Список композиций
1. «Wie am ersten Tag» (3:40) (Urlaub)
2. «Mysteryland» (4:02) (Felsenheimer)
3. «Sweet Sweet Gwendoline» (2:49) (Urlaub)
4. «Ist das alles?» (3:37) (Felsenheimer)
5. «Geschwisterliebe» (4:11) (Urlaub)
6. «Alleine in der Nacht» (2:46) (Felsenheimer)
7. «Jenseits von Eden» (3:59) (Chris Evans-Ironside, Kurt Gebegern, Joachim Hornbernges)
8. «Wir werden schön» (4:00) (Felsenheimer)
9. «Für immer» (3:44) (Urlaub)
10. «Ich bin reich» (4:20) (Urlaub/Urlaub, Felsenheimer)
11. «Zum letzten Mal» (4:24) (Urlaub)

## Синглы
В поддержку альбома было выпущено два сингла: «Für Immer» и «Ist das alles?».
«Für Immer»
1. «Für Immer (No Time — Extended version)» (5:47) (Urlaub)
2. «Jenseits von Eden» (3:59) (Chris Evans-Ironside, Kurt Gebegern, Joachim Horn-Bernges/Chris Evans-Ironside, Kurt Gebegern)
3. «Ewige Blumenkraft» (3:20) (Felsenheimer, Urlaub)

«Ist das alles?»
1. «Ist das alles?» (3:37) (Felsenheimer)
2. «Sweet Sweet Gwendoline» (2:48) (Urlaub)